# Sam Maes
Pour les articles homonymes, voir Maes.
Sam Maes, né le 7 juin 1998 à Edegem en Belgique, est un skieur alpin belge. Il est le premier belge médaillé aux Championnats du monde junior et sur le podium en Coupe d'Europe.

## Biographie
Il commence sa carrière officielle lors de la saison 2014-2015, où il est sélectionné pour la première fois avec l'équipe nationale lors du Festival olympique de la jeunesse européenne.
Son premier résultat significatif intervient aux Jeux olympiques de la jeunesse d'hiver de 2016 à Lillehammer, finissant septième au slalom géant.
Aux Championnats du monde junior 2017, il fait partie de l'équipe belge médaillée de bronze. Ensuite, au mois de mars, il est au départ de sa première course de Coupe d'Europe, dont il marque ses premiers points en décembre 2018 à Funesdalen en slalom géant (26e).
Il se qualifie pour les Jeux olympiques d'hiver de 2018, à Pyeongchang, où il prend la 32e position en slalom géant et ne termine pas le slalom. Plus tard dans l'année, il devient numéro un mondial chez les juniors après deux victoires en Nouvelle-Zélande.
Sam Maes, qui vit en Autriche, fait ses débuts en Coupe du monde, le novembre qui suit à Levi. Il marque ses premiers lors de sa deuxième course, le slalom géant de Val d'Isère (28e). Il est sélectionné pour les Championnats du monde d'Åre, où il est 26e du slalom géant et ne finit pas le slalom. Encore junior, il décroche deux médailles de bronze aux mondiaux de la catégorie à Val di Fassa sur le slalom et le slalom géant. En fin de saison, il accroche la douzième place au slalom géant de Kranjska Gora, grâce au deuxième temps sur la deuxième manche, pour devenir le belge avec le meilleur résultat en Coupe du monde de l'histoire (Karen Persyn a fini 16e en 2009).
En janvier 2020, il est septième du slalom géant de Méribel en Coupe d'Europe, puis en décembre 2021, il atterrit sur le podium après une deuxième place au slalom géant de Zinal, soit le meilleur résultat belge de l'histoire dans la compétition. Il venait de finir 18e du slalom géant de Sölden en Coupe du monde quelques semaines auparavant. En janvier 2021, il s'était rompu les ligaments croisé du genou droit, ce qui l'a éloigné des pistes pendant de nombreux mois.

## Palmarès

### Championnats
| Édition/ Épreuve                                | Slalom géant | Slalom  | Super G | Par équipes |
| EYOF Vaduz                                      | 36e          | -       | -       | -           |
| Jeux olympiques de la jeunesse 2016 Lillehammer | 7e           | 19e     | 23e     | -           |
| Mondiaux juniors 2017 Åre                       | 21e          | -       | 57e     | Bronze      |
| Mondiaux juniors 2018 Davos                     | -            | -       | -       | 9e          |
| Pyeongchang 2018                                | 32e          | Abandon | -       | -           |
| Mondiaux juniors 2019 Davos                     | Bronze       | Bronze  | -       | -           |
| Mondiaux 2019 Åre                               | 26e          | Abandon | -       | -           |

### Coupe du monde
- Meilleur classement général : 56e lors de la saison 2023-2024.
- Meilleur résultat : 9e

#### Classements par saison
| Saison / Classement | Général | Général | Descente | Descente | Slalom | Slalom | Slalom géant | Slalom géant | Super G | Super G | Combiné | Combiné |
| Saison / Classement | Class.  | Points  | Class.   | Points   | Class. | Points | Class.       | Points       | Class.  | Points  | Class.  | Points  |
| ------------------- | ------- | ------- | -------- | -------- | ------ | ------ | ------------ | ------------ | ------- | ------- | ------- | ------- |
| 2018-2019           | 105e    | 35      | -        | -        | -      | -      | 32e          | 35           | -       | -       | -       | -       |
| 2020-2021           | 131e    | 13      | -        | -        | -      | -      | 46e          | 13           | -       | -       | -       | -       |
| 2022-2023           | 77e     | 73      | -        | -        | 47e    | 13     | 27e          | 60           | -       | -       | -       | -       |
| 2023-2024           | 56e     | 133     | -        | -        | 40e    | 25     | 22e          | 108          | -       | -       | -       | -       |

### Coupe d'Europe
- 1 podium.